# Димче Хаджипоповски
Димче Павлев Хаджипоповски е югославски партизанин и деец на комунистическа съпротива във Вардарска Македония в годините на Втората световна война.

## Биография
Роден е в леринското село Буф през 1922 година. След превземането на Югославия и навлизането на българските части във Вардарска Македония Хаджипоповски е извикан на военна служба. През април 1942 година е пуснат в отпуска. Заминава да си отслужи военната служба, но слиза на първата гара и заедно с още двадесет души се свързва с Кочо Десано и се присъединяват към партизанския отряд „Пелистер“. Там обучава други партизани да стрелят с оръжие. Загива на 3 май 1942 година при Ореовската кория между селата Орехово, Буково, Лавци и Брусник в битка с българската полиция.